# Swindon
Swindon város az Egyesült Királyságban, Angliában, a Wiltshire grófság területén. Lakossága 155 ezer fő volt 2001-ben.
A brit űrügynökség központja.